# 60º Battaglione carri "M.O. Locatelli"
Il LX Battaglione carri è stato un reparto della specialità Carristi del Regio Esercito che durante la seconda guerra mondiale ha operato nella campagna del Nordafrica e nel dopoguerra dell'Esercito Italiano, assumendo la denominazione a partire dal 1975 di 60º Battaglione carri "M.O. Locatelli" e inquadrato negli ultimi anni della sua vita operativa nel 133º Reggimento carri

## Storia
Il LX Battaglione carri "L" è stato costituito nel luglio 1940 in Libia dal XX Battaglione carri "Randaccio".
Allo scoppio della seconda guerra mondiale nel settembre 1939, le forze italiane in Africa settentrionale non disponevano di forze corazzate. Il Regio Esercito aveva costituito nel 1939 tre divisioni corazzate, ancora equipaggiati con carri leggeri L3/35 che avevano dimostrato carenze nella guerra d'Etiopia e nella guerra civile spagnola. Nessuna delle divisioni corazzate era stata dislocata in Libia, dove le unità blindate a disposizione erano due battaglioni di CV35, il XX Battaglione carri L e il XXI Battaglione carri L, dislocati rispettivamente in Tripolitania e in Cirenaica: erano stati strutturati per l'eventuale formazione di due battaglioni aggiuntivi ciascuno in caso di mobilitazione, utilizzando veicoli già dislocati in Africa settentrionale. Compiti di questi battaglioni erano l'esecuzione di missioni di sicurezza e di ricognizione e di agire come veicoli di supporto per la fanteria.
Con l'entrata in guerra dell'Italia nel giugno 1940 vennero costituiti per mobilitazione quattro battaglioni carri leggeri, equipaggiati con carri leggeri L3/35, il LX e il LXI, costituiti dal XX Battaglione carri. per la Divisione "Sabratha" e il LXII e LXIII, costituiti dal XXI Battaglione carri per la Divisione "Marmarica".
Il LX Battaglione carri venne inquadrato nella Divisione "Sabratha" e successivamente, in previsione dell'invasione dell'Egitto, entrò a far parte della Brigata corazzata speciale "Babini".
Il seguito all'offensiva inglese del dicembre 1940 la situazione operativa sul campo, precipitatò in modo catastrofico per le forze italiane e il battaglione venne completamente distrutto a Bug Bug.

## Ricostituzione
Il 1º maggio 1960 venne costituito il Battaglione corazzato "Avellino", che nel 1961 prese il numerico LX e inquadrato nella Brigata fanteria "Avellino". Il battaglione era articolato su due compagnie carri, con carri pesanti M26 Pershing e una compagnia meccanizzata con VTT M113.

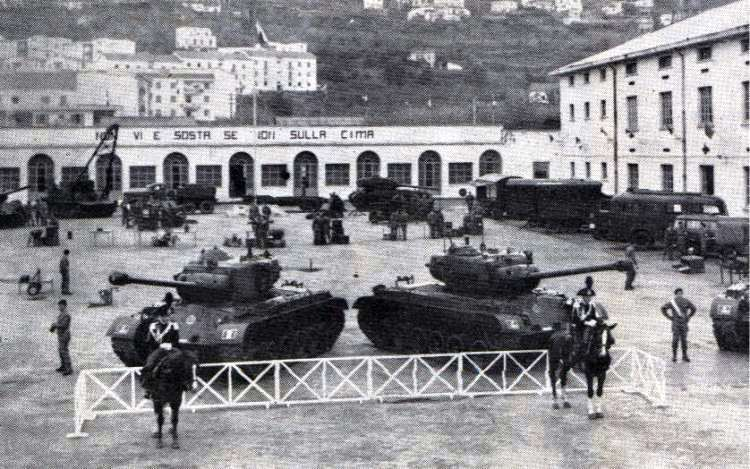
Carri M26 del battaglione corazzato "Avellino"

Successivamente i carri "Pershing" vennero sostituiti con carri medi M47 Patton e il battaglione nel 1963 trasferito nella sede di Altamura passando alle dipendenze della Brigata fanteria "Pinerolo", che all'epoca era una grande unità per la difesa interna del territorio.
Nel 1975 con la ristrutturazione dell'Esercito Italiano il LX Battaglione corazzato fu ridenominato 60º Battaglione carri "M.O. Locatelli" sempre assegnato alla Brigata motorizzata "Pinerolo".
Nel corso della seconda metà degli anni ottanta i carri M47 Patton vennero progressivamente sostituiti con i Leopard.
Con la ristrutturazione dell'Esercito Italiano che ripristinava il livello reggimentale, nel 1992 perdeva la sua autonomia, quando, nella sede di Altamura, in provincia di Bari, venne ricostituito sulla base del 60º Battaglione corazzato "M.O. Locatelli", il 133º Reggimento carri in seno alla Brigata meccanizzata "Pinerolo" con il battaglione che, avendo assunto una fisionomia prettamente carrista, venne ridenominato 60º Battaglione carri "M.O. Locatelli".
Nel 1995 il reggimento è stato posto in posizione "quadro" in seno alla Scuola di cavalleria dell'Esercito Italiano di Lecce per essere poi definitivamente sciolto.

## Descrizione araldica dello stemma
Ornamenti esteriori: lista bifida: d'oro, svolazzante, collocata sotto la punta dello scudo, incurvata con la concavità rivolta verso l'alto, riportante il motto: "IRRUENTO AGREDISCO"